# قلعة روميان
قلعة روميان (بالفارسية: قلعه رومیان) هي قلعة تاريخية تعود إلى عصر إيران القديمة، وتقع في نصير أباد.